# Dhanakashirur, Badami
Dhanakashirur là một làng thuộc tehsil Badami, huyện Bagalkot, bang Karnataka, Ấn Độ.